# Steeksleutel

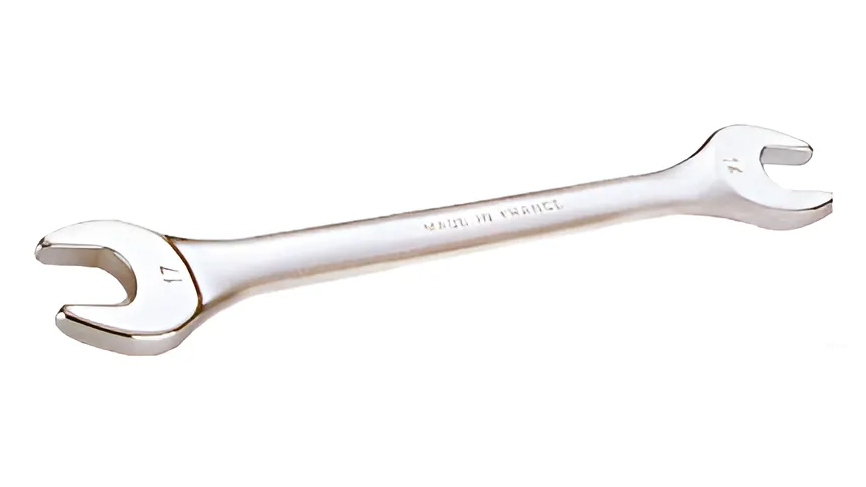
Steeksleutel

Een steeksleutel is een stuk handgereedschap waarmee men moeren en bouten kan aan- of losdraaien. 
Het open einde van een steeksleutel past met zeer weinig speling over de evenwijdige en tegenover elkaar liggende zijden van een zeskantige of vierkante moer of boutkop (dit in tegenstelling tot een ringsleutel: die gebruikt alle hoeken van een moer of boutkop). De opening van de steeksleutel is vrijwel altijd geplaatst onder een hoek van 15°. Dit maakt het mogelijk de sleutel te gebruiken daar waar weinig draairuimte is. Draaien van de steeksleutel over de lengte-as geeft immers 2 × 15° = 30°, de zeskant van de bout/moer is 360 / 6 = 60°.
Steeksleutels hebben meestal aan ieder einde een opening, maar wel van verschillende grootte. Het getal slaat op de sleutelwijdte. Veel voorkomende combinaties zijn 6–7 mm, 8–9 mm, 10–11 mm, 12–13 mm, 14–15 mm, 16–17 mm en 18–19 mm.
Hoe groter de aan te spannen bout, hoe groter het aanhaalmoment mag zijn. Om dit te bereiken worden de steeksleutels naargelang de sleutelwijdte langer.
Sommige fabrikanten vervaardigen sleutels met aan één einde een steeksleutel en aan het andere einde een ringsleutel van dezelfde maat.
Het verschil van een steeksleutel met een verstelbare moersleutel, zoals de bahco, is dat een steeksleutel gemaakt is voor die specifieke maat en daardoor beter past dan een bahco. Bovendien is de kans op het beschadigen van de bout of moer kleiner omdat de hefboomlengte op de maat van bout of moer is afgestemd.
bougiesleutel · dopsleutel · Engelse sleutel · inbussleutel · kruissleutel · momentsleutel · passchroefsleutel · pijpsleutel · ringsleutel · slagsleutel · steeksleutel · tiengaatssleutel · torxsleutel